# Bob Carmichael

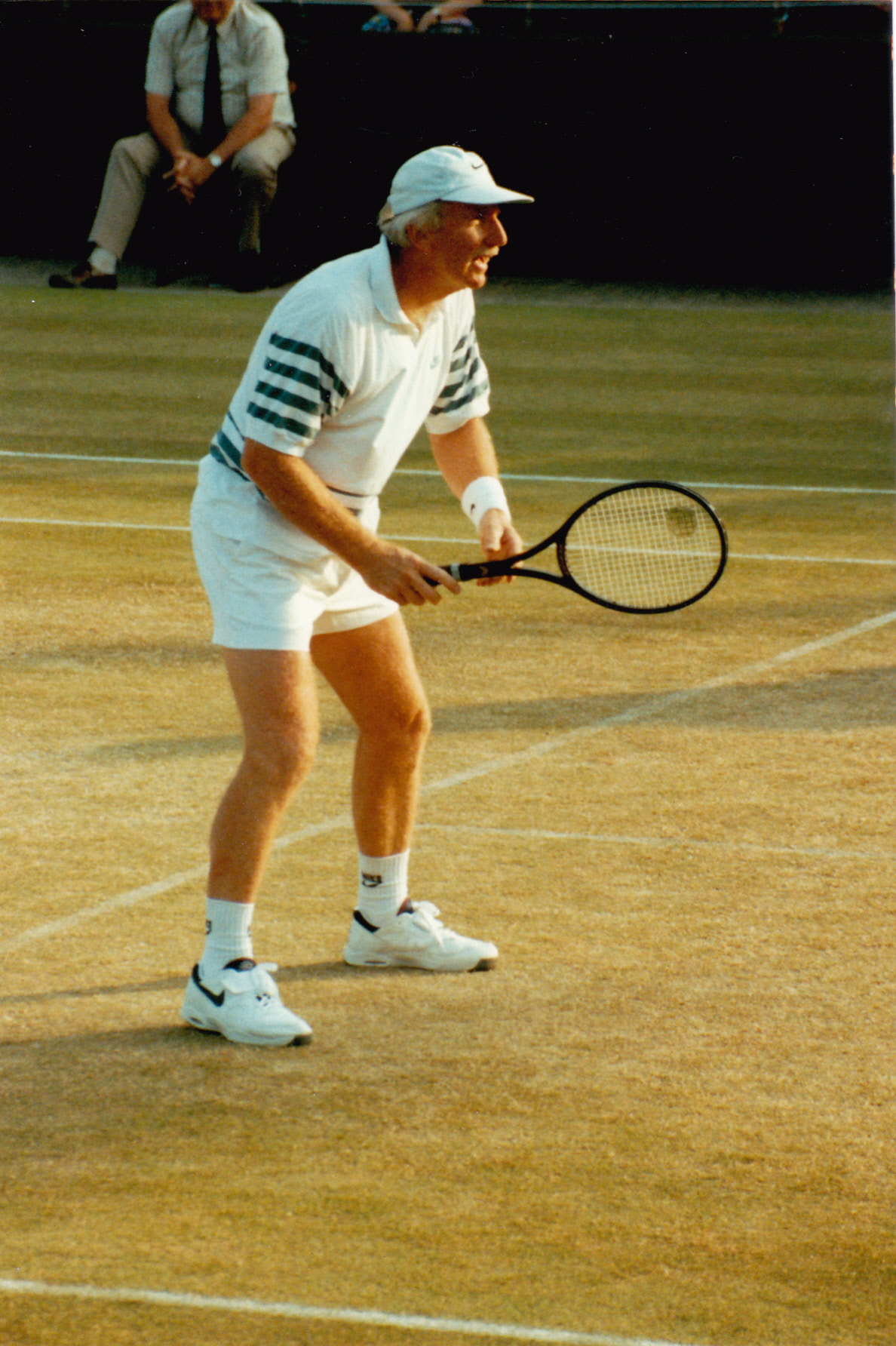
Bob Carmichael en 1985.

Bob "Nails" Carmichael (4 de julio de 1940 – 18 de noviembre de 2003) fue un jugador de tenis profesional australiano.
Como jugador, Carmichael ganó un título en sencillos y 12 en dobles, logrando ingresar en el top 10 del ranking en 1970. En compañía de Allan Stone, alcanzó la final de dobles en el Abierto de Australia de 1975. Tras su retiro en 1979, Carmichael se convirtió en entrenador en su país natal. Entrenó, entre otros, a Patrick Rafter, Lleyton Hewitt, Darren Cahill y Leander Paes.